# Cochliomyia hominivorax
Cochliomyia hominivorax (лат.) — вид насекомых из семейства каллифорид. Обитает в тропиках Нового Света. Вызывает миазы у теплокровных животных.

## Жизненный цикл
Самка откладывает 250—500 яиц в плоть теплокровного животного (включая человека). Откладывание происходит в раны или пупки новорождённых детёнышей.

## Контроль
В США официально уничтожена в 1982 году, но в 2016 во Флориде произошёл рецидив.
В ряде стран Центральной Америки муха также подверглась эрадикации, в ряде других против неё при финансовой поддержке США продолжается борьба.
Учёные надеются выдавить паразита за узкий Панамский перешеек, который легко контролировать.

## В культуре
Муха описана в бестселлере Мэтью Перла «Дантов клуб».